# Václav Kostiha
Václav Kostiha (26. července 1900, Nechvalín – 1. července 1942, Brno) byl římskokatolický kněz. Za svou pomoc, kterou v květnu 1942 poskytl na faře ve Ždánicích na Hodonínsku veliteli paradesantní skupiny Zinc Oldřichu Pechalovi a jeho příbuznému Cyrilu Žižlavskému, byl popraven nacisty. Téhož dne byl popraven i kaplan František Voneš, který se na ukrývání mužů pronásledovaných gestapem podílel.

## Životopis

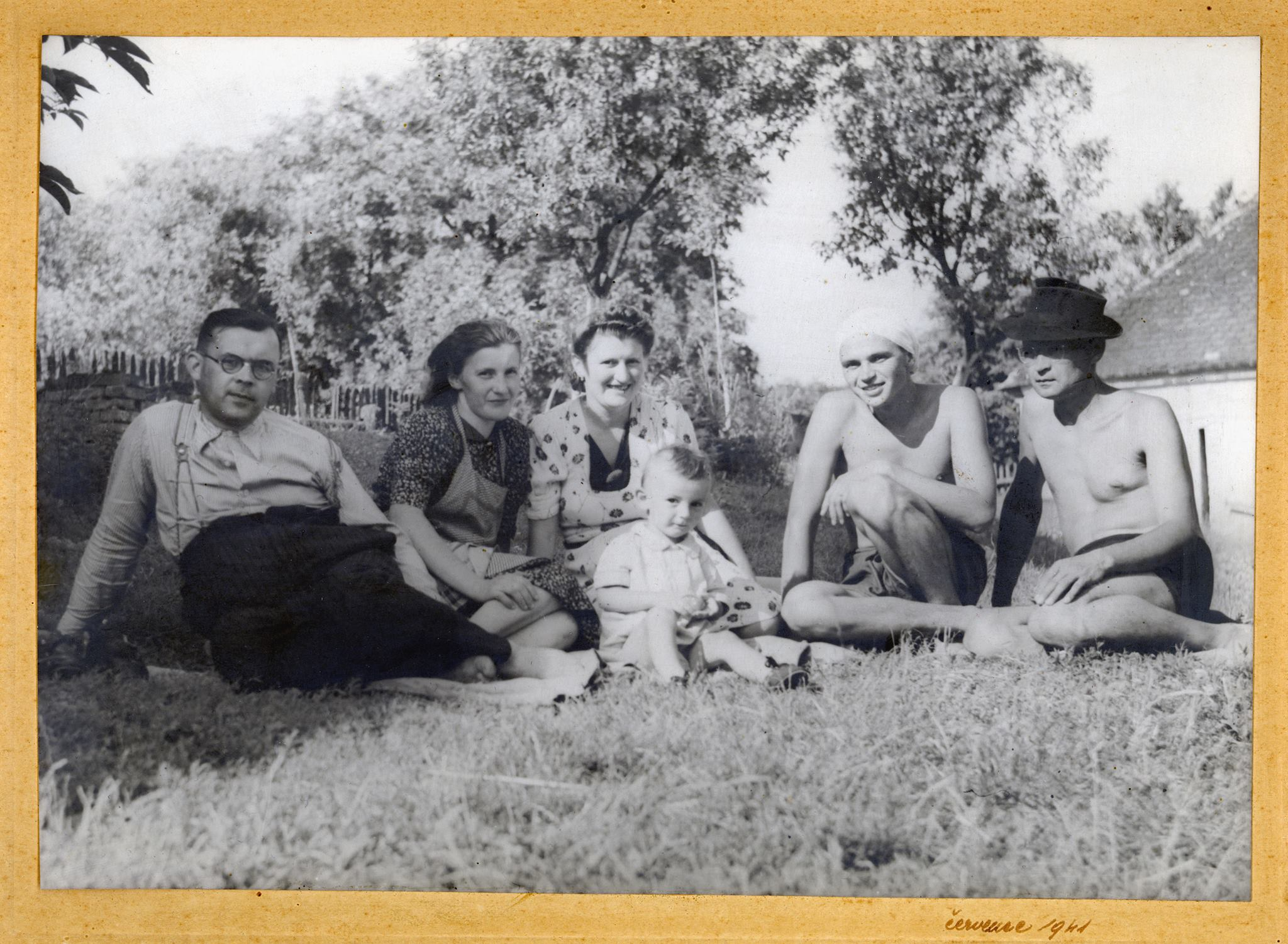
Rodinná idyla v červenci 1941. Zleva: farář Václav Kostiha, Hedvika Hanzelková a jejich syn Stanislav, který byl vychován svou tetou Blaženou (za chlapcem) a jejím manželem Stanislavem, bratrem faráře Kostihy (zcela vpravo)

Václav Kostiha měl sedm sourozenců. Pocházel z rolnické rodiny. Chtěl být učitelem, ale respektoval přání rodičů a ve 25 letech byl vysvěcen na kněze. Působil postupně v Oslavanech, dále v Drnholci, Tišnově, Hovoranech a v Prušánkách na Hodonínsku, kde se poprvé setkal s farní hospodyní Hedvikou Hanzelkovou (1. listopadu 1913, Bernartice nad Odrou – 2. června 1993, Ostrava). Dne 19. března 1939 se mu ze vztahu s ní narodil syn; byl vychováván v rodině Kostihova bratra Stanislava. Na ždánické faře vykonával duchovní službu od 1. července 1940. Ve Ždánicích byl také starostou místní orelské jednoty.
Zřejmě již koncem dubna 1942 přivedl štábní kapitán Josef Müller, člen odbojové organizace na Kyjovsku, na ždánickou faru Pechala a jeho společníka Cyrila Žižlavského. "Oba byli statné postavy, ale byli ve velmi ubohém stavu. (…) Pechal byl velice nachlazený a měl omrzlé nohy. Žižlavský měl postřelenou ruku," uvedla později Hedvika Hanzelková. Žižlavský navíc trpěl žaludečními vředy. Jak páter Kostiha, tak kaplan Voneš věděli o pravé totožnosti obou mužů.
Müller potom pronásledované i několikrát týdně navštěvoval; nedbal přitom ale na opatrnost, např. hlasitě zvonil. O jejich úkrytu se dozvěděli další lidé, především však gestapo – díky svému konfidentovi Viktoru Ryšánkovi, kterého Müller považoval za důvěryhodného odbojáře. Oba muži získali nové falešné doklady a Pechal se chtěl přemístit do Brna. "Při odchodu z farského dvora ptal jsem se faráře, co jsem mu dlužen. On nic nežádal," uvedl Pechal při výslechu vedeného gestapem. Za pomoc v nouzi za sebe i Žižlavského nechal faráři předat 2000 korun, které odevzdal Müllerovi. Hned 1. června, kdy se měl s pomocí odbojářů dostat do Brna, padl Pechal do rukou gestapa.
Žižlavský měl podle původních plánů odjet s Pechalem, zůstal však na faře, snad až do 15. června (tedy v době druhého stanného práva po atentátu na Heydricha). Chtěl tak předejít tomu, aby byli zatčeni oba. Další skrýš si našel v Nechvalíně, rodišti faráře Kostihy. Gestapu unikal ještě devět měsíců; když jej v březnu 1943 dopadlo v obci Mouchnice, spáchal sebevraždu zastřelením.
Gestapo dorazilo na ždánickou faru 21. června 1942. Zatklo Václava Kostihu, jeho pomocníka Františka Voneše (16. září 1913, Střítež – 1. července 1942, Brno) a farní pomocnici Josefu Kubatíkovou (6. března 1891, Lovčice – listopad 1943, Auschwitz) a odvezlo je do Kounicových kolejí v Brně. Hedvice Hanzelkové se v nastalém zmatku podařilo uprchnout a zachránit si tak život. Po krátkém skrývání ve Ždánicích přešla počátkem července v noci k rodině přátel do blízkých Lovčic, kde v různých úkrytech za fyzického i psychického strádání pobývala až do konce války.
Pátera Kostihu pokládalo gestapo za vysoce nebezpečného člověka. Německé hlášení uvádí: „Farář Kostiha působil navenek dojmem zbožného a zcela apolitického člověka, čímž se snažil skrývat nepřátelské postoje vůči německé Říši a současnému politickému uspořádání v protektorátu. Jak velkou nenávistí proti Říši byl tento farář posedlý, dosvědčuje už jen ta samotná okolnost, že bez váhání a v rozporu s povinnostmi kněze chránil vraha a velezrádce před dopadením úřady.“ Dne 1. července 1942 odsoudil stanný soud v Brně pátera Kostihu i kaplana Voneše k trestu smrti, rozsudek byl vykonán téhož dne na nádvoří Kounicových kolejí.